# 泰森·瓦爾
泰森·瓦爾（英語：Tyson Wahl；1984年2月23日—）是一位美國足球運動員。在場上的位置是防守型中場。他現在效力於美國足球大聯盟球隊哥倫布機員足球俱樂部。在2001年，他代表美國U17國家隊參加了U17世界杯足球賽。